# Don Bachardy

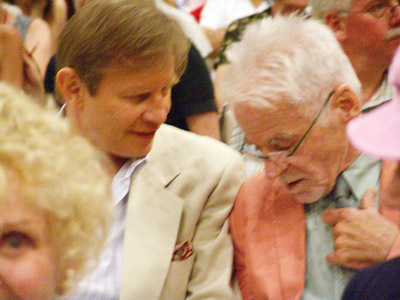
Michael York e Don Bachardy, Fundação Isherwood, Huntington Library, Huntington Beach/Califórnia

Donald Jess "Don" Bachardy  (nascido em 18 de maio de 1934) é um retratista americano retrato.  Reside em Santa Monica, Califórnia.

## Vida e obra
Nascido em Los Angeles, Califórnia, Bachardy foi o companheiro de vida do escritor Christopher Isherwood, que conheceu em outubro de 1952, na praia de Will Rogers, quando tinha 18 anos e Isherwood, 48.  Permaneceram juntos até a morte de Isherwood em 1986, como um casal abertamente homossexual, que recebia na sua casa, nas colinas de Santa Monica, personagens famosos do mundo do cinema, da literatura e das artes (como Rock Hudson, Tennessee Williams, George Platt Lynes e outros). Um grande número de romances de Isherwood incluem retratos a lápis do autor por Don Bachardy. Um filme sobre o relacionamento dos dois, intitulado Chris & Don: A Love Story, foi lançado em 2008.
Bachardy estudou no Chouinard Art Institute em Los Angeles e na Slade School of Art em Londres.  A sua primeira exposição individual foi realizada em outubro de 1961, na Galeria Redfern, em Londres. Desde então, teve muitas exposições individuais em Los Angeles, San Francisco, Seattle, Houston e Nova York.  Mais recentemente, expôs na Biblioteca Huntington, em San Marino, na Califórnia, em 2004-2005.
Tem obras suas nas coleções permanentes do Museu Metropolitano de Arte de Nova York, no Young Memorial Museum of Art, em São Francisco, na Universidade do Texas, na Henry E. Huntington Library and Art Gallery, de San Marino, na Califórnia, na Universidade da Califórnia, em Los Angeles, no Fogg Art Museum da Universidade de Harvard, na Universidade de Princeton, no Instituto Smithsonian, e na National Portrait Gallery, em Londres.
Foram publicados seis livros sobre a sua obra. A sua vida e obra também foram documentados no filme de Terry Sanders 'The Eyes of Don Bachardy.  Bacardy colaborou com Isherwood em Frankenstein: The True Story  (1973). O seu livro Stars in My Eyes  (2000), sobre pessoas célebres a quem pintou o retrato, chegou a número um da lista de best-sellers em Los Angeles. A coleção mais assombrosa e eloquente que Bachardy publicou, "Last Drawings of Christopher Isherwood", de 1990, contem os seus desenhos de Isherwood moribundo e morto, visto pelos olhos de Bacardy pela última vez.
Um dos trabalhos mais notáveis de Bachardy é o retrato oficial do governador Jerry Brown que está em exibição no California State Capitol. (A página biografia oficial do estado da Califórnia sobre o governador Jerry Brown apresenta uma fotografia do retrato).
Mais recentemente, Bachardy fez uma aparição no filme A Single Man (protagonizado por Colin Firth) e baseado no livro homónimo de Isherwood, em que ele faz o papel de um professor na sala dos professores a quem Firth diz "Olá. Don". Bachardy disse à revista Angeleno  em dezembro de 2009: "Chris inspirou-se para o livro numa altura em que ele e eu tivemos uma crise doméstica. Nós já estávamos juntos há 10 anos. Eu estava a criar um monte de problemas e perguntava-me se não deveria seguir o meu caminho sozinho. Chris também estava a passar por um período muito difícil. Foi então que 'matou' o meu personagem, Jim, no livro e imaginou o que seria a sua vida sem mim".
Bachardy ainda vive na casa de Santa Monica (para onde foi morar há mais de 50 anos com Isherwood), onde pinta retratos para exposições e por encomenda. Em janeiro de 2010, apresentou uma retrospetiva dos seus autorretratos (1959-2009) na Craig Krull Gallery , em Santa Monica. No Outono de 2011, Bachardy exibiu retratos feitos ao longo dos últimos 40 anos, representando artistas famosos do Sul da Califórnia, incluindo Peter Alexander, Larry Bell, Billy Al Bengston, Robert Irwin, Ed Moses e Ed Ruscha na Galeria Craig Krull no âmbito com a iniciativa da Getty intitulada Pacific Standard Time . Esta exposição impressionante de 33 quadros foi comprado por um único colecionador importante de Nova Iorque que faz parte do conselho de administração do Museu Whitney.

## Obras
- Frankenstein: The True Story . 1973 (com Christopher Isherwood)
- October / O.  Methuen, London 1983 (com Christopher Isherwood), ISBN 0-413-50040-3
- Cem Desenhos.  Twelvetrees Press, Los Angeles 1983
- 70 x 1 Drawings . Illuminati, 1983
- Drawings of the male nude . Twelvetrees Press, Pasadena 1985, ISBN 0-942642-18-X
- Christopher Isherwood: Last drawings . Faber and Faber, Londres / Boston 1990, ISBN 0-571-14075-0 (com John Russell, Stephen Spender)
- Short cuts: the screenplay . Capra Press, Santa Barbara 1993 (com Robert Altmann, Frank Barhydt), ISBN 0-88496-378-0
- The Portrait . Imprenta Glorias, 1997
- Stars In My Eyes . University of Wisconsin Press, Madison 2000, ISBN 0-299-16730-5